# Anti-Sm
Anti-Sm ou Anti-Smith é um autoanticorpo que pode ser encontrado em pessoas portadoras de lúpus eritematoso sistêmico, sendo altamente específico para esta doença.